# Mawson Bank
Koordinaten: 73° 30′ S, 174° 0′ O
Die Mawson Bank (englisch) ist eine Bank im antarktischen Rossmeer. Sie liegt östlich der Borchgrevink-Küste des Viktorialands.
Ihre Benennung wurde im Juni 1988 durch das US-amerikanische Advisory Committee on Undersea Features (ACUF) bestätigt. Namensgeber ist der australische Polarforscher Douglas Mawson (1882–1958).